# Carlos de la Rosa
Carlos Leonardo de la Rosa (2 de marzo de 1944 - 27 de octubre de 2022) fue un abogado y político argentino, miembro del Partido Justicialista. Se desempeñó como vicegobernador de la provincia de Mendoza entre 1991 y 1995, senador nacional por la misma provincia de 1995 y 2001, y embajador en Chile en 2002, designado por el presidente Eduardo Duhalde.

## Biografía
Se recibió de maestro en la Escuela Superior del Magisterio de la Universidad Nacional de Cuyo. Se desempeñó como docente en escuelas primarias y secundarias. Luego se recibió de abogado en la Universidad de Mendoza, obteniendo un doctorado en Ciencias Jurídicas y Sociales. Allí fue profesor adscripto de derecho administrativo.
Ejerció la abogacía y fue asesor legal en el Sindicato Unido de Petroleros del Estado (SUPE) y en la Asociación Trabajadores de la Sanidad Argentina (ATSA). En 1982 presidió la empresa de Transporte Automotor de Cuyo.
En política, fue intendente del Departamento Godoy Cruz entre 1973 y 1975 y nuevamente entre 1987 y 1991, cuando fue elegido vicegobernador de la provincia de Mendoza, acompañando al gobernador Rodolfo Gabrielli hasta 1995. Fue veedor internacional en las elecciones federales de México de 1994.
En 1995 asumió como senador nacional por Mendoza, con mandato hasta 2001. Presidió la comisión de Cultura, fue presidente alterno de la comisión parlamentaria conjunta argentino-chilena y vicepresidente de la comisión de Ciencia y Tecnología. En 1999 representó al senado en la firma del Tratado Minero entre Argentina y Chile.
En enero de 2002, el presidente Eduardo Duhalde lo designó embajador en Chile.

## Obra
- Acuerdo sobre los hielos continentales: razones para su aprobación. Ediciones Jurídicas Cuyo (1998).[6]